# Clomipramine
Clomipramine is een tricyclisch antidepressivum (TCA). Het wordt oraal gebruikt voor de behandeling van obsessief-compulsieve stoornis, paniekstoornis, depressieve stoornis en chronische pijn. Het wordt ook wel ingezet om voortijdige ejaculatie te behandelen.
Vaak voorkomende bijwerkingen zijn een droge mond, constipatie, verlies van eetlust, slaperigheid, gewichtstoename, seksuele disfunctie en moeite met urineren. Ernstige bijwerkingen zijn onder meer een verhoogd risico op suïcidaal gedrag bij personen onder de 25 jaar, toevallen, manie en leverproblemen. Als plotseling wordt gestopt, kan een ontwenningssyndroom optreden met hoofdpijn, zweten en duizeligheid. Het is onduidelijk of clomipramine veilig is voor gebruik tijdens de zwangerschap. Hoewel het werkingsmechanisme niet helemaal duidelijk is wordt aangenomen dat het verhoogde niveaus van serotonine met zich meebrengt.
Clomipramine werd in 1964 ontdekt door de Zwitserse geneesmiddelenfabrikant Ciba-Geigy. Het staat op de lijst van essentiële geneesmiddelen van de Wereldgezondheidsorganisatie en is verkrijgbaar als generiek geneesmiddel.

## Medisch gebruik
Clomipramine heeft een aantal toepassingen in de geneeskunde, waaronder bij de behandeling van:
- Obsessieve-compulsieve stoornis (OCS) is het enige formeel door FDA gelabelde gebruik.[6][7] Andere regelgevende instanties (zoals de TGA van Australië en de MHRA van het VK) hebben clomipramine ook goedgekeurd voor deze indicatie.[8][9][10][11]
- Depressieve stoornis (MDD) is een populair off-label gebruik in de VS. Het is goedgekeurd door de Australische TGA en de Britse MHRA voor deze indicatie.[8][9][10][11][12] Sommigen hebben de mogelijke superieure werkzaamheid van clomipramine in vergelijking met andere antidepressiva bij de behandeling van MDD gesuggereerd, hoewel op dit moment het bewijs onvoldoende is om deze bewering afdoende te staven.[13]
- Paniekstoornis met of zonder agorafobie.[14][15]
- Lichaamsdysmorfe stoornis[16]
- Kataplexie geassocieerd met narcolepsie (TGA en MHRA)[10][11]
- Voortijdige ejaculatie[17]
- Depersonalisatiestoornis[18]
- Chronische pijn met of zonder organische ziekte, met name spanningshoofdpijn.[19]
- Slaapverlamming, met of zonder narcolepsie
- Enuresis (onvrijwillig urineren tijdens de slaap) bij kinderen. Het effect houdt mogelijk niet aan na behandeling en alarmtherapie kan zowel op korte als op lange termijn effectiever zijn.[20] Het combineren van een TCA (zoals clomipramine) met anticholinerge medicatie, kan effectiever zijn voor de behandeling van enuresis dan de TCA alleen.[20]
- Trichotillomanie[21][22][23]

In een meta-analyse van verschillende onderzoeken met fluoxetine (Prozac), fluvoxamine (Luvox) en sertraline (Zoloft) om hun relatieve werkzaamheid bij de behandeling van OCS te testen, bleek clomipramine het meest effectief te zijn.

## Contra-indicaties
Contra-indicaties zijn onder meer:
- overgevoeligheid voor clomipramine of voor een van de hulpstoffen of kruisgevoeligheid voor tricyclische antidepressiva van de dibenzazepinegroep;
- recent myocardinfarct;
- elke mate van hartblokkade of andere hartritmestoornissen;
- manie;
- ernstige leverziekte;
- smalle hoek glaucoom;
- urineretentie;
- niet in combinatie of binnen 3 weken voor of na behandeling met een monoamineoxidaseremmer (MAO) worden gegeven (moclobemide inbegrepen, maar clomipramine kan eerder 48 uur na stopzetting van moclobemide worden gestart).

### Zwangerschap en borstvoeding
Het gebruik van clomipramine tijdens de zwangerschap wordt in verband gebracht met aangeboren hartafwijkingen bij de pasgeborene. Het wordt ook in verband gebracht met omkeerbare ontwenningsverschijnselen bij pasgeborenen. Clomipramine gaat in kleine hoeveelheden over in de moedermelk, maar kan bij borstvoeding "waarschijnlijk veilig worden gebruikt", al moet de zuigeling in de eerste weken "voor de zekerheid" wel op mogelijke bijwerkingen worden gecontroleerd.

## Bijwerkingen
Clomipramine is in verband gebracht met de volgende bijwerkingen:
Zeer vaak (>10% frequentie)
- accommodatiedefect
- wazig zien
- misselijkheid
- xerostomie (droge mond)
- constipatie
- vermoeidheid
- gewichtstoename / verhoogde zin in eten
- duizeligheid
- tremor
- hoofdpijn
- myoclonus
- Drowsiness
- somnolentie
- rusteloosheid
- mictieproblemen
- seksuele disfunctie (erectieproblemen en libidoverlies)
- hyperhidrose

Vaak (1-10% frequentie)
- gewichtsverlies / afgenomen zin in eten
- orthostatische hypotensie
- sinustachycardie
- klinisch irrelevante ECG veranderingen (T- en ST-golf)
- palpitaties
- tinnitus
- mydriase
- overgeven
- diarree
- verhoogde transaminase
- verhoogde alkaline phosphatase
- spraakproblemen
- paresthesie
- spierhypertonie
- dysgeusie
- geheugenproblemen
- verzwakte spierkracht
- verlaagde alertheid
- verwarring
- hallucinaties (met name bij ouderen en patiënten met Parkinson)
- nervositeit
- opwinding
- slaapproblemen / nachtmerries
- manie
- Hypomanie
- agressie
- delier
- galactorrhoea
- borstvergroting
- gapen
- opvliegers
- allergische dermatitis
- fotosensitiviteit
- jeuk

Soms (0,1-1% frequentie)
- stuiptrekkingen
- ataxie
- aritmieën
- hypertensie
- activering van psychotische symptomen

Zeer zelden (<0,01% frequentie)
- Geleidingsstoornis (bijv. verbreding van het QRS-complex, verlengd QT-interval, PR/PQ-intervalveranderingen, bundeltakblok, torsade de pointes, vooral bij patiënten met hypokaliëmie )

## Opname
Ontwenningsverschijnselen kunnen optreden tijdens geleidelijke of bijzonder abrupte stopzetting van tricyclische antidepressiva. Mogelijke symptomen zijn: misselijkheid, braken, buikpijn, diarree, slapeloosheid, hoofdpijn, nervositeit, angst, duizeligheid en verslechtering van de psychiatrische toestand. Het is belangrijk om onderscheid te maken tussen de terugkeer van de oorspronkelijke psychiatrische stoornis en de ontwenningsverschijnselen van clomipramine. Clomipramine-ontwenning kan ernstig zijn. Ontwenningsverschijnselen kunnen ook optreden bij pasgeborenen wanneer clomipramine tijdens de zwangerschap wordt gebruikt. Aangenomen wordt dat een belangrijk mechanisme voor ontwenning van tricyclische antidepressiva het gevolg is van een rebound-effect van overmatige cholinerge activiteit als gevolg van neuroadaptaties als gevolg van chronische remming van cholinerge receptoren door tricyclische antidepressiva. Herstarten van het antidepressivum en langzaam afbouwen is de voorkeursbehandeling voor ontwenning van tricyclische antidepressiva. Sommige ontwenningsverschijnselen kunnen reageren op anticholinergica, zoals atropine of benztropinemesylaat.

## Overdosis
Een overdosis clomipramine presenteert zich meestal met de volgende symptomen:
Er is geen specifiek antidotum voor overdosering en alle behandelingen zijn louter ondersteunend en symptomatisch. Behandeling met actieve kool kan worden gebruikt om de absorptie te beperken in gevallen van orale overdosering. Iedereen die verdacht wordt van overdosering met clomipramine, moet in het ziekenhuis worden opgenomen en gedurende ten minste 72 uur onder nauwlettend toezicht worden gehouden. In één meta-analyse is gemeld dat clomipramine bij overdosering minder toxisch is dan de meeste andere TCA's, maar dit kan te wijten zijn aan de omstandigheden rond de meeste overdoses, aangezien clomipramine vaker wordt gebruikt voor de behandeling van aandoeningen waarbij het zelfmoordpercentage niet bijzonder hoog is. zoals OCS. In een andere meta-analyse werd clomipramine echter in verband gebracht met een significante mate van toxiciteit bij overdosering.

## Interacties
Clomipramine kan een wisselwerking hebben met een aantal verschillende medicijnen, waaronder de monoamineoxidaseremmers, waaronder isocarboxazide, moclobemide, fenelzine, selegiline en tranylcypromine, antiaritmica (vanwege de effecten van TCA's zoals clomipramine op de hartgeleiding). Er is ook een mogelijke farmacokinetische interactie met kinidine vanwege het feit dat clomipramine wordt gemetaboliseerd door CYP2D6 in vivo), diuretica (vanwege de mogelijkheid dat hypokaliëmie (laag kaliumgehalte in het bloed) ontstaat, waardoor het risico op verlenging van het QT-interval en torsades de pointes toeneemt), de selectieve serotonineheropnameremmers (SSRI's; vanwege zowel potentiële additieve serotonerge effecten die leiden tot het serotoninesyndroom als de mogelijkheid van een farmacokinetische interactie met de SSRI's die CYP2D6 remmen [bijv. fluoxetine en paroxetine]) en serotonerge middelen zoals triptanen, andere TCA's, tramadol, enz. (vanwege het potentieel voor serotoninesyndroom). Het gebruik ervan wordt ook afgeraden bij patiënten die gelijktijdig CYP2D6- remmers gebruiken vanwege het potentieel voor verhoogde plasmaspiegels van clomipramine en het daaruit voortvloeiende potentieel voor CZS en cardiotoxiciteit.

## farmacologie

### farmacodynamiek
Clomipramine is een heropnameremmer van serotonine en noradrenaline, of een serotonine-noradrenalineheropnameremmer (SNRI); dat wil zeggen, het blokkeert de heropname van deze neurotransmitters terug in neuronen door te voorkomen dat ze interageren met hun transporters, waardoor hun extracellulaire concentraties in de synaptische spleet toenemen en resulteren in verhoogde serotonerge en noradrenerge neurotransmissie . Daarnaast clomipramine heeft ook antiadrenergische, antihistaminicum, antiserotonergic, antidopaminergische en anticholinerge activiteiten. Juist een antagonist van de α1-adrenergische receptor, de histamine H1-receptor, de serotoninereceptoren 5-HT2A, 5-HT2C, 5-HT3, 5-HT6 en 5-HT7, de dopamine D1, D2 en D3 receptoren en muscarine acetylcholinereceptoren ( M1 - M5). Net als andere TCA's blokkeert clomipramine ook zwak spanningsafhankelijke natriumkanalen .
Hoewel clomipramine shows over 100 tot 200-voudige voorkeur affiniteit voor de serotonine transporter (SERT) via norepinefrinetransporter (NET), zijn belangrijkste actieve metaboliet, desmethylclomipramine (norclomipramine), bindt aan het net met zeer hoge affiniteit (Ki = 0,32 nM) en met dramatisch verlaagde affiniteit voor SERT (Ki = 31,6 nM). Bovendien circuleert desmethylclomipramine in concentraties die ongeveer twee keer zo hoog zijn als die van clomipramine. In overeenstemming is de bezetting van zowel de SERT als de NET aangetoond bij toediening van clomipramine in positronemissietomografiestudies met mensen en niet-menselijke primaten. Als zodanig is clomipramine in feite een redelijk uitgebalanceerde SNRI in plaats van alleen een serotonineheropnameremmer (SRI).
Men denkt dat de antidepressieve effecten van clomipramine te wijten zijn aan de remming van de heropname van serotonine en noradrenaline terwijl de serotonineheropnameremming verantwoordelijk is voor de effectiviteit van clomipramine bij de behandeling van OCS. Omgekeerd antagonisme van de H1, α1-adrenerge en muscarine acetylcholinereceptoren wordt verondersteld bij te dragen tot de neveneffecten. Blokkade van de H1-receptor speciaal met de antihistamine effecten van clomipramine en bijwerkingen zoals sedatie en somnolentie (slaperigheid). Antagonisme van de α1-adrenerge receptor zou orthostatische hypotensie en duizeligheid kunnen veroorzaken. Remming van muscarine-acetylcholinereceptoren is verantwoordelijk voor de anticholinerge bijwerkingen van clomipramine, zoals een droge mond, constipatie, urineretentie, wazig zien en cognitieve geheugenstoornissen. Bij overdosering wordt aangenomen dat blokkade van natriumkanalen in de hersenen coma en toevallen veroorzaakt die gepaard gaan met TCA's, terwijl blokkade van natriumkanalen in het hart hartritmestoornissen, hartstilstand en overlijden veroorzaakt. Aan de andere kant wordt ook gedacht dat blokkade van natriumkanalen bijdraagt aan de analgetische effecten van TCA's, bijvoorbeeld bij de behandeling van neuropathische pijn.
De uitzonderlijk sterke remming van de serotonineheropname van clomipramine sluit waarschijnlijk de mogelijkheid uit van antagonisme van serotoninereceptoren (waaraan het bindt met een meer dan 100 keer lagere affiniteit dan de SERT), resulterend in een netto afname van de signalering door deze receptoren. In overeenstemming, hoewel serotoninereceptorantagonisten zoals cyproheptadine en chloorpromazine effectief zijn als antidota tegen het serotoninesyndroom, clomipramine niettemin in staat is dit syndroom te induceren. Hoewel alle TCA's in verschillende mate SRI's en serotoninereceptorantagonisten zijn, zijn de enige TCA's die geassocieerd zijn met het serotoninesyndroom clomipramine en in mindere mate het gedechloreerde analoge imipramine, de twee krachtigste SRI's van de TCA's. In verband hiermee hebben ze de hoogste verhouding van remming van serotonineheropname tot serotoninereceptorantagonisme. Terwijl andere TCA's met de nodige omzichtigheid kunnen worden gecombineerd met monoamineoxidaseremmers (vanwege het risico op hypertensieve crisis door NET-remming; soms gedaan bij therapieresistente depressieve patiënten), kan dat niet met clomipramine vanwege het risico op serotoninesyndroom en overlijden.
Anders dan bij serotonine receptor antagonisme, is orthostatische hypotensie een gebruikelijke bijwerking van clomipramine, wat suggereert dat veroorzaakte blokkade van de α1-adrenerge receptor sterk genoeg is om de stimulerende effecten op de α1-adrenerge receptor zijn NET remming te overwinnen.

#### Serotonerge activiteit
| Medicatie | SERT      | NET   | Dosering (mg/dag) | t1/2 (M) (uur) | Cp (ng/mL) | Cp / SERT ratio |
| --- | --------- | ----- | ----------------- | -------------- | ---------- | --------------- |
| Amitriptyline | 4.3       | 34.5  | 100–200           | 16 (30)        | 100–250    | 23–58           |
| Amoxapine | 58.5      | 16.1  | 200–300           | 8 (30)         | 200–500    | 3.4–8.5         |
| Butriptyline | 1,360     | 5,100 | ?                 | ?              | ?          | ?               |
| Clomipramine | 0.14–0.28 | 37    | 100–200           | 32 (70)        | 150–500    | 536–3,570       |
| Desipramine | 17.5      | 0.8   | 100–200           | 30             | 125–300    | 7.1–17          |
| Dosulepin | 8.3       | 45.5  | 150–225           | 25 (34)        | 50–200     | 6.0–24          |
| Doxepin | 66.7      | 29.4  | 100–200           | 18 (30)        | 150–250    | 2.2–3.7         |
| Imipramine | 1.4       | 37    | 100–200           | 12 (30)        | 175–300    | 125–214         |
| Iprindole | 1,620     | 1,262 | ?                 | ?              | ?          | ?               |
| Lofepramine | 70.0      | 5.4   | ?                 | ?              | ?          | ?               |
| Nortriptyline | 18.5      | 4.4   | 75–150            | 31             | 60–150     | 3.2–8.1         |
| Protriptyline | 19.6      | 1.4   | 15–40             | 80             | 100–250    | 5.1–13          |
| Trimipramine | 149       | 2,450 | 75–200            | 16 (30)        | 100–300    | 0.67–2.0        |
| Citalopram | 1.4       | 5,100 | 20–40             | 36             | 75–150     | 54–107          |
| Escitalopram | 1.1       | 7,840 | 10–20             | 30             | 40–80      | 36–73           |
| Fluoxetine | 0.8       | 244   | 20–40             | 53 (240)       | 100–500    | 125–625         |
| Fluvoxamine | 2.2       | 1,300 | 100–200           | 18             | 100–200    | 45–91           |
| Paroxetine | 0.34      | 40    | 20–40             | 17             | 30–100     | 300–1,000       |
| Sertraline | 0.4       | 417   | 100–150           | 23 (66)        | 25–50      | 83–167          |
| Duloxetine | 1.6       | 11.2  | 80–100            | 11             | ?          | ?               |
| Milnacipran | 123       | 200   | ?                 | ?              | ?          | ?               |
| Venlafaxine | 9.1       | 535   | 75–225            | 5 (11)         | ?          | ?               |
| The values for the SERT and NET are Ki (nM). Note that in the Cp / SERT ratio, free versus protein-bound drug concentrations are not accounted for. |           |       |                   |                |            |                 |

| medicatie    | Doseringsbereik: (mg/dag) | ~80% SERT bezetting (mg/dag) | Verhouding (dosering / 80% bezetting) |
| ------------ | ------------------------- | ---------------------------- | ------------------------------------- |
| Citalopram   | 20-40                     | 40                           | 0,5-1                                 |
| Escitalopram | 10-20                     | 10                           | 1-2                                   |
| Fluoxetine   | 20-80                     | 20                           | 1-4                                   |
| Fluvoxamine  | 50–300                    | 70                           | 0,71-5                                |
| Paroxetine   | 10-60                     | 20                           | 0,5-3                                 |
| Sertraline   | 25-200                    | 50                           | 0,5-4                                 |
| duloxetine   | 20-60                     | 30                           | 0,67-2                                |
| Venlafaxine  | 75-375                    | 75                           | 1-5                                   |
| Clomipramine | 50–250                    | 10                           | 5-25                                  |

Clomipramine is een zeer sterke SRI. De affiniteit voor de SERT werd gerapporteerd in één onderzoek waarbij menselijke weefsels werden gebruikt als 0,14 nM, wat aanzienlijk hoger is dan die van andere TCA's. Bijvoorbeeld, de TCA's met de volgende hoogste affiniteiten voor de SERT in de studie waren imipramine, amitriptyline en dosulepine met Ki-waarden van 1,4 nM, 4,3 nM en 8,3 nM, respectievelijk. Bovendien heeft clomipramine een terminale halveringstijd die ongeveer twee keer zo groot is als die van amitriptyline en imipramine. Ondanks deze verschillen wordt clomipramine echter klinisch gebruikt in dezelfde gebruikelijke doseringen als andere serotonerge TCA's (100-200 mg/dag). Het bereikt typische circulerende concentraties die qua bereik vergelijkbaar zijn met die van andere TCA's, maar met een bovengrens die ongeveer twee keer zo hoog is als die van amitriptyline en imipramine. Om deze redenen is clomipramine de krachtigste SRI onder de TCA's en is het veel sterker als een SRI dan andere TCA's bij typische klinische doseringen. Bovendien is clomipramine krachtiger als SRI dan selectieve serotonineheropnameremmers (SSRI's) en krachtiger dan paroxetine, de sterkste SSRI.
Een positronemissietomografiestudie wees uit dat een enkele lage dosis van 10 mg clomipramine aan gezonde vrijwilligers resulteerde in een bezettingsgraad van 81,1% van de SERT, wat vergelijkbaar was met de SERT-bezetting van 84,9% bij 50 mg fluvoxamine. In de studie resulteerden enkele doses van 5 tot 50 mg clomipramine in 67,2 tot 94,0% SERT-bezetting terwijl enkelvoudige doses van 12,5 tot 50 mg fluvoxamine resulteerde in 28,4 tot 84,9% SERT-bezetting. Chronische behandeling met hogere doses kon tot 100,0% SERT-bezetting met clomipramine en tot 93,6% SERT-bezetting met fluvoxamine bereiken. Andere studies hebben 83% SERT-bezetting gevonden bij 20 mg/dag paroxetine en 77% SERT-bezetting bij 20 mg/dag citalopram. Deze resultaten geven aan dat zeer lage doses clomipramine de SERT aanzienlijk kunnen bezetten en dat clomipramine bij vergelijkbare doses een hogere bezetting van de SERT bereikt dan SSRI's. Bovendien zou clomipramine in staat kunnen zijn om bij hoge doses een completere bezetting van de SERT te bereiken, althans in vergelijking met fluvoxamine.
Als de verhoudingen van de 80% SERT-bezettingsdosering en het goedgekeurde klinische doseringsbereik worden berekend en vergeleken voor SSRI's, SNRI's en clomipramine, kan worden afgeleid dat clomipramine verreweg de sterkste SRI is die medisch wordt gebruikt. De laagste goedgekeurde dosering van clomipramine kan worden geschat als ruwweg vergelijkbaar in SERT-bezetting met de maximaal goedgekeurde doseringen van de sterkste SSRI's en SNRI's. Omdat hun werkingsmechanisme oorspronkelijk niet bekend was en er nooit onderzoeken naar doseringen werden uitgevoerd, werd bij patiënten een dramatische overdosering van antipsychotica van de eerste generatie gegeven. Er is gesuggereerd dat hetzelfde zou kunnen gelden voor clomipramine en andere TCA's.

#### Obsessief-compulsieve stoornis
Clomipramine was het eerste medicijn dat werd onderzocht en effectief bleek te zijn bij de behandeling van OCS. Bovendien was het het eerste medicijn dat door de FDA in de Verenigde Staten werd goedgekeurd voor de behandeling van OCS. De effectiviteit van clomipramine bij de behandeling van OCS is veel groter dan die van andere TCA's, die relatief zwakke SRI's zijn; een meta-analyse vond effectgroottes vóór versus na de behandeling van 1,55 voor clomipramine in vergelijking met een bereik van 0,67 voor imipramine en 0,11 voor desipramine. In tegenstelling tot andere TCA's hebben onderzoeken aangetoond dat clomipramine en SSRI's, die krachtigere SRI's zijn, een vergelijkbare effectiviteit hebben bij de behandeling van OCS. Meerdere meta-analyses hebben echter aangetoond dat clomipramine niettemin een aanzienlijk effectiviteitsvoordeel behoudt ten opzichte van SSRI's; in dezelfde eerder genoemde meta-analyse varieerden de effectgroottes van SSRI's bij de behandeling van OCS van 0,81 voor fluoxetine tot 1,36 voor sertraline (ten opzichte van 1,55 voor clomipramine). Het effectiviteitsvoordeel van clomipramine is echter niet duidelijk geworden in onderlinge vergelijkingen van clomipramine versus SSRI's voor OCS. De verschillen in effectiviteitsbevindingen kunnen te wijten zijn aan verschillen in methodologie tussen onderzoeken.
Relatief hoge doses SSRI's zijn nodig voor effectiviteit bij de behandeling van OCS. Studie heeft aangetoond dat hoge doseringen van SSRI's boven de normaal aanbevolen maxima significant effectiever zijn bij OCS-behandeling dan lagere doseringen (bijv. 250 tot 400 mg/dag sertraline versus 200 mg/dag sertraline). Bovendien is de combinatie van clomipramine en SSRI's ook significant effectiever gebleken bij het verlichten van OCS-symptomen, en om deze reden wordt clomipramine vaak gebruikt om SSRI's te versterken. Studie heeft aangetoond dat intraveneuze clomipramine, dat gepaard gaat met zeer hoge circulerende concentraties van het geneesmiddel en een veel hogere verhouding van clomipramine tot zijn metaboliet desmethylclomipramine, effectiever is dan orale clomipramine bij de behandeling van OCS. Er is een casus van volledige remissie van OCS gedurende ongeveer een maand na een massale overdosis fluoxetine, een SSRI met een uniek lange werkingsduur. Alles bij elkaar genomen is een sterkere remming van de serotonineheropname consequent in verband gebracht met een grotere verlichting van OCS-symptomen, en aangezien clomipramine, bij de klinische doseringen waarin het wordt gebruikt, in feite de sterkste SRI is die medisch wordt gebruikt (zie bovenstaande tabel), kan dit ten grondslag liggen aan zijn unieke effectiviteit bij de behandeling van OCS.
Naast serotonineheropnameremmer is clomipramine een mild maar klinisch significante antagonist van de dopamine D1,D2 en D3 receptoren bij hoge concentraties. Toevoeging van antipsychotica, die krachtige dopaminereceptorantagonisten zijn, aan SSRI's, blijkt hun effectiviteit bij de behandeling van OCS aanzienlijk te vergroten. Als zodanig zou clomipramine in hoge doses, naast een sterke remming van de heropname van serotonine, ook dopaminereceptoren kunnen blokkeren om OCS-symptomen te behandelen, en dit zou bovendien of als alternatief een rol kunnen spelen bij het mogelijke effectiviteitsvoordeel ten opzichte van SSRI's.
Hoewel clomipramine waarschijnlijk effectiever is bij de behandeling van OCS in vergelijking met SSRI's, is het qua verdraagbaarheid en veiligheid aanzienlijk inferieur aan hen vanwege het gebrek aan selectiviteit voor de SERT en promiscue farmacologische activiteit. Bovendien heeft clomipramine een hoge toxiciteit bij overdosering en kan mogelijk de dood tot gevolg hebben, terwijl overlijden zelden of nooit optreedt bij overdosering van SSRI's. Het is om deze redenen dat clomipramine, ondanks potentieel superieure effectiviteit ten opzichte van SSRI's, nu zelden wordt gebruikt als eerstelijnsmiddel bij de behandeling van OCS, waarbij SSRI's in plaats daarvan als eerstelijnstherapieën worden gebruikt en clomipramine over het algemeen wordt gereserveerd voor meer ernstige gevallen en als tweedelijnsagent.

### Farmacokinetiek
De orale biologische beschikbaarheid van clomipramine is ongeveer 50%. Piekplasmaconcentraties treden op rond 2-6 uur (met een gemiddelde van 4,7 uur) na orale inname van clomipramine en liggen tussen de 56-154 ng/ml (178–489 nmol/l). Steady-state concentraties van clomipramine liggen rond de 134-532 ng/ml (426–1.690 nmol/L), met een gemiddelde van 218 ng/ml (692 nmol/L), en worden bereikt na 7 tot 14 dagen van herhaalde dosering. Steady-state concentraties van de actieve metaboliet, desmethylclomipramine, liggen rond de 230-550 ng/ml (730–1.750 nmol/l). Het verdelingsvolume Vd van clomipramine is ongeveer 17  l/kg. Het bindt ongeveer 97-98% aan plasma-eiwitten, voornamelijk aan albumine. Clomipramine wordt gemetaboliseerd in de lever hoofdzakelijk door CYP2D6. Het heeft een terminale halveringstijd van 32 uur en de N-desmethyl metaboliet, desmethylclomipramine een terminale halveringstijd van ongeveer 69 uur. Clomipramine wordt meestal uitgescheiden in de urine (60%) en de ontlasting (32%).

## Geschiedenis
Clomipramine is door Geigy ontwikkeld als een gechloreerd derivaat van Imipramine. Het werd voor het eerst genoemd in de literatuur in 1961 en werd gepatenteerd in 1963. Het medicijn werd voor het eerst goedgekeurd voor medisch gebruik in Europa voor de behandeling van depressie in 1970, en was de laatste van de belangrijkste TCA's die op de markt werden gebracht. In feite werd clomipramine aanvankelijk door de FDA beschouwd als een "me- to-drug" en in verband hiermee werd de vergunning voor depressie in de Verenigde Staten geweigerd. Als zodanig is clomipramine tot op de dag van vandaag de enige TCA die beschikbaar is in de Verenigde Staten en die niet is goedgekeurd voor de behandeling van depressie, ondanks het feit dat het een zeer effectief antidepressivum is. Clomipramine werd uiteindelijk goedgekeurd in de Verenigde Staten voor de behandeling van OCS in 1989 en kwam beschikbaar in 1990. Het was het eerste medicijn dat werd onderzocht en effectief werd bevonden bij de behandeling van OCS. De eerste meldingen van voordelen bij OCS waren in 1967, en de eerste dubbelblinde, placebo-gecontroleerde klinische studie van clomipramine voor OCS werd uitgevoerd in 1976, met meer rigoureuze klinische onderzoeken die de effectiviteit ervan in de jaren tachtig bevestigden. Het bleef jarenlang de "gouden standaard" voor de behandeling van OCS tot de introductie van de SSRI's, die het sindsdien grotendeels hebben vervangen vanwege de sterk verbeterde verdraagbaarheid en veiligheid (hoewel met name niet de effectiviteit). Clomipramine is de enige TCA waarvan is aangetoond dat deze effectief is bij de behandeling van OCS en die door de FDA is goedgekeurd voor de behandeling van OCS; de andere TCA's faalden in klinische onderzoeken voor deze indicatie, waarschijnlijk vanwege onvoldoende serotonerge activiteit.

## Veterinair gebruik
In de VS heeft clomipramine alleen een vergunning om verlatingsangst te behandelen bij honden waarvoor het wordt verkocht onder de merknaam Clomicalm. Het is effectief gebleken bij de behandeling van obsessief-compulsieve stoornissen bij katten en honden. Bij honden heeft het ook een vergelijkbare werkzaamheid aangetoond als fluoxetine bij de behandeling van staartjagen. Bij honden suggereert enig bewijs de werkzaamheid ervan bij de behandeling van geluidsfobie.
Van Clomipramine is ook de werkzaamheid aangetoond bij de behandeling van urineverstuiving bij katten. Er zijn verschillende onderzoeken gedaan naar de effecten van clomipramine op katten om het sproei-/markeringsgedrag van urine te verminderen. Het is aangetoond dat het dit gedrag in een proefperiode van vier weken tot 75% kan verminderen.